# Бірманське письмо
Бірманське письмо — писемність бірманської мови. Різновид індійського консонантно-складового письма (абугіда). Використовується в М'янмі для запису бірманської, монської, шанської та декількох каренських мов. Характерною рисою є округлість написання, обумовлена тим, що традиційне пальмове листя, яке використовувалося для письма, рвалося від прямих ліній. Написання зліва направо. Між словами не робляться інтервали, хоча при неформальному письмі прогалини ставляться між реченнями.
Бірманське письмо походить від монського письма, яке зазнало значних змін, через необхідність відобразити особливості бірманської фонології та порядку слів.

## Історія
Подібно до багатьох інших індійських писемностей бірманське письмо походить від письма брахмі, перші пам'ятки якого датуються III століттям до н. е. З часом з письма брахмі розвинулися численні регіональні варіанти, які подеколи мають дуже суттєві відмінності.
У VIII столітті на теренах теперішньої держави М'янма було впроваджено один з варіантів брахмі — монське письмо для запису монської мови Коли на зе́млі М'янми примігрували бірманці, вони перейняли систему письма етносу мон. Найдавніші писемні пам'ятки бірманським письмом датуються XI століттям. З часом з первинно гострокутний шрифт, перетворився на сьогоднішнє закруглене письмо. Загруглені літери завдячують своїй появі матеріалу, на якому вони писалися, а саме пальмовому листю. При використанні рівних штрихів пальмове листя можна було швидше порізати чи розщепити.
2016 р. бірманський уряд запропонував поступову реформу викладання бірманської абетки в школах. Буддійські монахи сприйняли реформу як загрозу, оскільки рідко вживані літери, потрібні лише для передачі палійських релігійних текстів, було віднесено до «другорядних».

## Абетка

33 літери бірманського письма

У бірманській абетці існує 45 літер: 34 приголосних, 11 голосних (7 основних, що змінюються в трьох тонах). Приголосні діляться на групи по п'ять літер, за винятком останніх трьох. Шість літер використовуються тільки в запозиченнях з мови палі. Подібно до інших індійських писемностей, звуки можуть бути змінені шляхом додавання діакритичних знаків під або поруч з літерою. Використовуються спеціальні символи для позначення тону звуку.
Певні приголосні в поєднаннях можуть утворювати лігатури, в яких кінцева літера розміщується під попередньою. Вони використовуються в скороченнях та для позначення санскритського або палійського походження слова.
За мьянманською класифікацією знаки поділяються на п'ять груп:
- Бі (бжи) — приголосні літери (алфавіт)
- Тра — знаки голосних і тонів (ечха та ін.)
- Бітве (бжитве) — лігатури приголосних в бірманській писемності. Алфавіт лігатур (ек'ябжитве) є четвертим рівнем загального мьянманського алфавіту та розташовується після діактиричного знаку «ете». Знання ек'ябжитве необхідне для орієнтації в бірманському словнику та списках, побудованих за мьянманським алфавітом.
- Ете — фіналі.
- Салоусін — дворівневий запис приголосних лігатур в словах палійського походження.

| Алфавіт | МФА   | Назва   | Назва       |
| ------- | ----- | ------- | ----------- |
| က       | /ka/  | ကကြီး      | Каджі       |
| ခ       | /kʰa/ | ခခွေး      | Кхагвей     |
| ဂ       | /ɡa/  | ဂငယ်     | Ганге       |
| ဃ       | /ɡa/  | ဃကြီး      | Гаджі       |
| င       | /ŋa/  | င       | Нга         |
| စ       | /sa/  | စလုံး      | Салоун      |
| ဆ       | /sʰa/ | ဆလိမ်     | Схалейн     |
| ဇ       | /za/  | ဇခွဲ      | Загве       |
| ဈ       | /za/  | ဈမျဉ်းဆွဲ    | Заміньзве   |
| ည       | /ɲa/  | ည       | Нья         |
| ဋ       | /ta/  | ဋသန်လျင်းချိတ် | Тателінджей |

| Алфавіт | МФА   | Назва | Назва     |
| ------- | ----- | ----- | --------- |
| ဌ       | /tʰa/ | ဌဝမ်းဘဲ  | Тхавунбе  |
| ဍ       | /da/  | ဍရင်ကောက် | Дайінгау  |
| ဎ       | /da/  | ဎရေမှုတ်  | Дайєхмоу  |
| ဏ       | /na/  | ဏကြီး    | Наджі     |
| တ       | /ta/  | တဝမ်းပူ  | Тауамбу   |
| ထ       | /tʰa/ | ထဆင်ထူး  | Тхасхінду |
| ဒ       | /da/  | ဒထွေး    | Дадвей    |
| ဓ       | /da/  | ဓအောက်ခြိုက် | Даучхай   |
| န       | /na/  | နငယ်   | Нанге     |
| ပ       | /pa/  | ပစောက်   | Пазау     |
| ဖ       | /pʰa/ | ဖဦးထုပ်  | Пхаудоу   |

| Алфавіт | МФА  | Назва | Назва   |
| ------- | ---- | ----- | ------- |
| ဗ       | /ba/ | ဗထက်ခြိုက် | Бадечай |
| ဘ       | /ba/ | ဘကုန်း   | Багоу   |
| မ       | /ma/ | မ     | Ма      |
| ယ       | /ja/ | ယပက်လက် | Япеле   |
| ရ       | /ja/ | ရကောက်   | Ягау    |
| လ       | /la/ | လ     | Ла      |
| ဝ       | /wa/ | ဝ     | Валоун  |
| သ       | /θa/ | သ     | Та      |
| ဟ       | /ha/ | ဟ     | Ха      |
| ဠ       | /la/ | ဠကြီး    | Ладжі   |
| အ       | /ʔ/  | အ     | А       |

### Діакритичні знаки
Бірманська мова має складну систему діакритичного позначення.
- Аукам'їн
- Ечха
- Уейсапау
- Лончжетін
- Тачхаунгін
- Хначхаунгін
- Тавейдоу
- Ете
- Наупьїн
- Тедетін
- Хатхо
- Васхве
- Яї
- Япин

## Бірманська палі
Спочатку бірманське письмо використовувалося для написання буддистських текстів мовою палі, а згодом було пристосоване до бірманської мови за допомогою складної системи діакритичних знаків та зміни вимови деяких літер.
Наразі буддистські тексти в Бірмі друкуються бірманським шрифтом.
- Трипітака бірманським шрифтом [Архівовано 16 січня 2010 у Wayback Machine.]

## Цифри
- Докладніше: Бірманські цифри

Використовується десяткова система числення. Порядок написання цифр такий самий, як при використанні арабських цифр.